# Монжита біла
Монжита біла (Xolmis irupero) — вид горобцеподібних птахів з родини тиранових (Tyrannidae).

## Опис
Це яскраво-білий птах з темними очима, чорними ногами і коротким дзьобом. Крила мають темну смугу по зовнішньому краю; хвіст короткий, зубчастий.

## Поширення
Вид поширений у центральній і північно-східній Аргентині, населяє також регіони Каатинга та Пантанал у Бразилії, Парагваї, Болівії та Уругваї. Природні місця існування птаха — це субтропічний або тропічний сухий чагарник і старі ліси.